# Côte-Saint-Paul
Côte-Saint-Paul is een buurt in het arrondissement Sud-Ouest van de Canadese stad Montréal, Québec.